# Volkerinkhove
Volkerinkhove (officieel: Volckerinckhove; Frans-Vlaams:Volkhove) is een gemeente in de Franse Westhoek, in het Franse Noorderdepartement (Frans: département du Nord). De gemeente ligt in Frans-Vlaanderen in de streek het Houtland. Volkerinkhove grenst aan de gemeenten Merkegem, Bollezele, Rubroek, Broksele, Lederzele, Wulverdinge en Millam. In Volkerinkove staat de Sint-Folkwinkerk en een toeristische dienst van de erfgoedvereniging Yser Houck. De gemeente telde op 1 januari 2022 567 inwoners.

## Naam
Etymologisch gezien komt de naam Volkerinkove van Folkharding, wat de "grond van Folkhard" wil zeggen, met het achtervoegsel -hove. In 1209 werd de plaatse voor de eerste keer vermeld als Volcrinchove in een cartularium van de Abdij van Waten. In 1218 werd vermeld als Folchringhova en in 1299 als Foukelinchove in het derde cartularium van Vlaanderen.

## Geografie
De oppervlakte van Volkerinkhove bedroeg op 1 januari 2022 9,88 vierkante kilometer; de bevolkingsdichtheid was toen 57,4 inwoners per km².

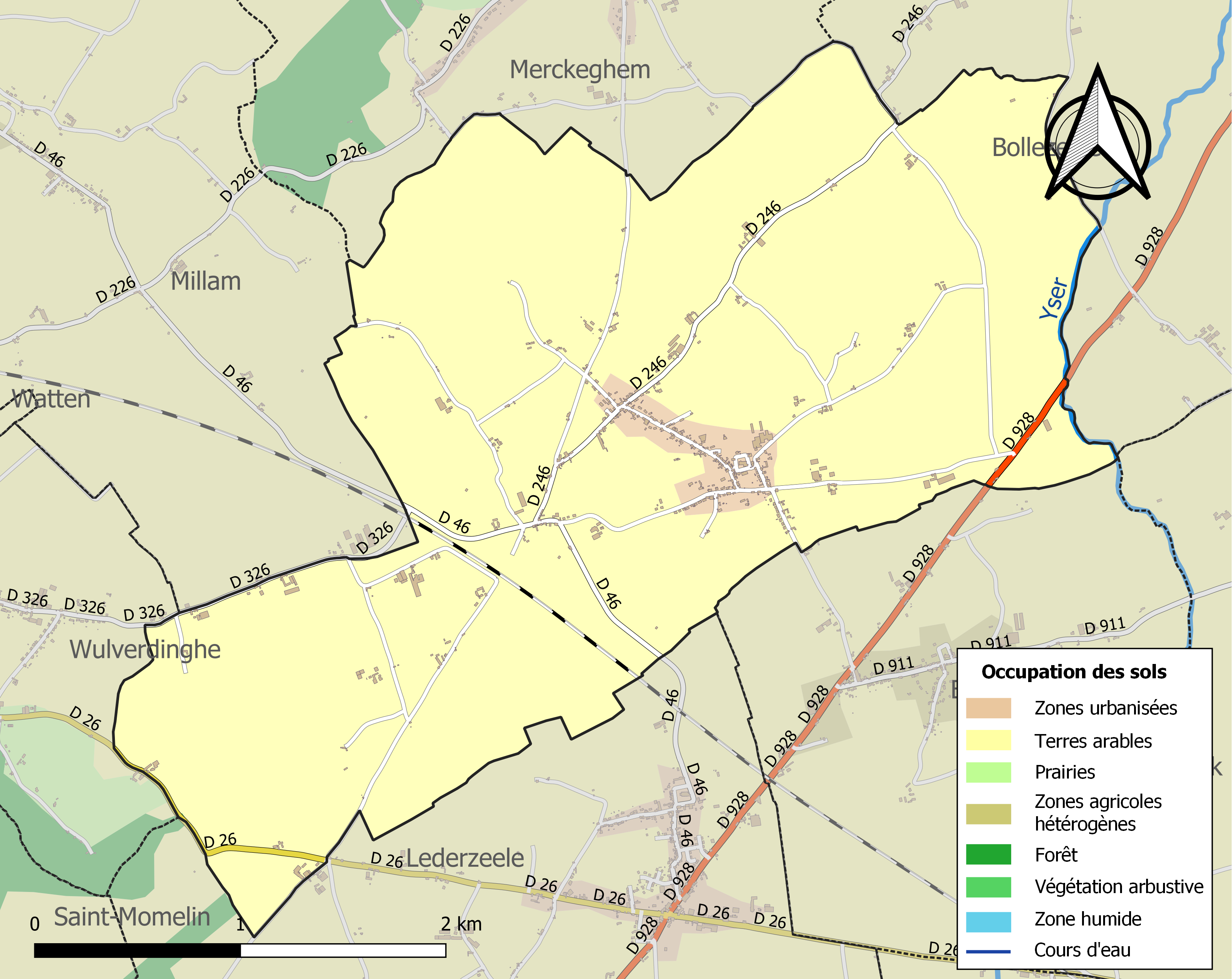
Kaart van de gemeente met belangrijkste infrastructuur, bodemgebruik en omliggende gemeenten

## Bezienswaardigheden
- De Sint-Folquinuskerk (Église Saint-Folquin)
- Het Assekot, een replica van een rosmolen, uit 2010

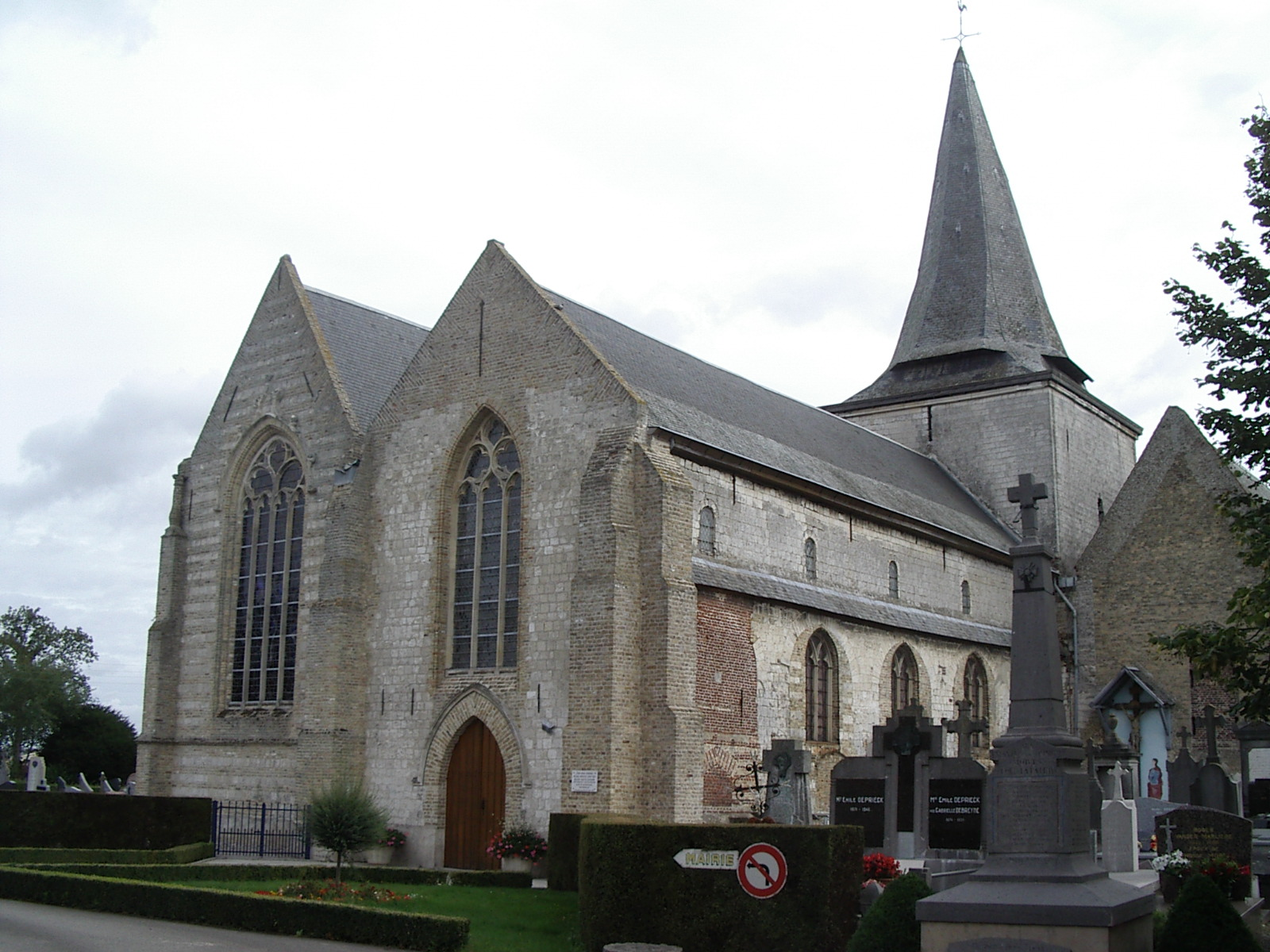
De Sint-Folquinuskerk
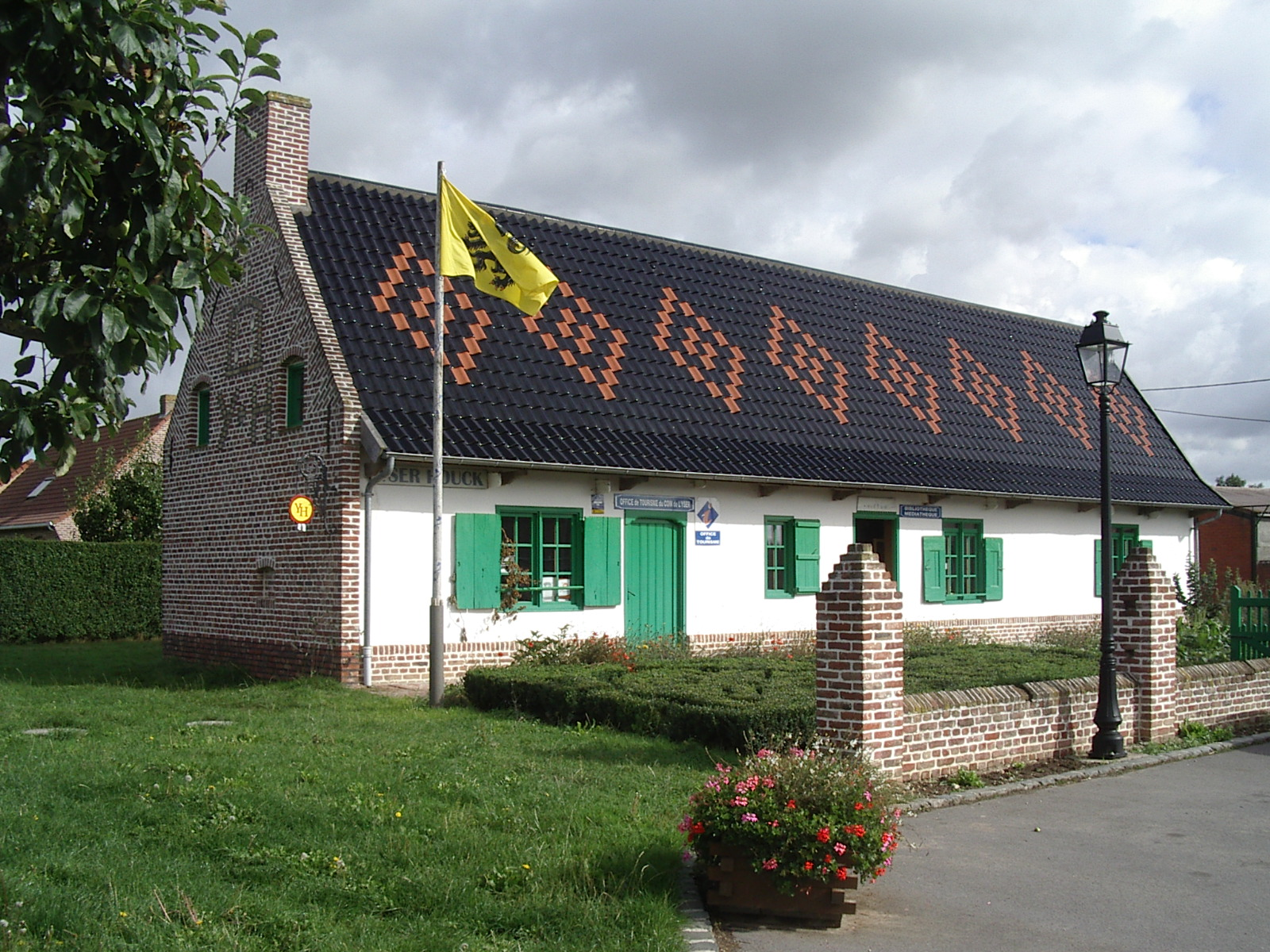
De Toeristische dienst
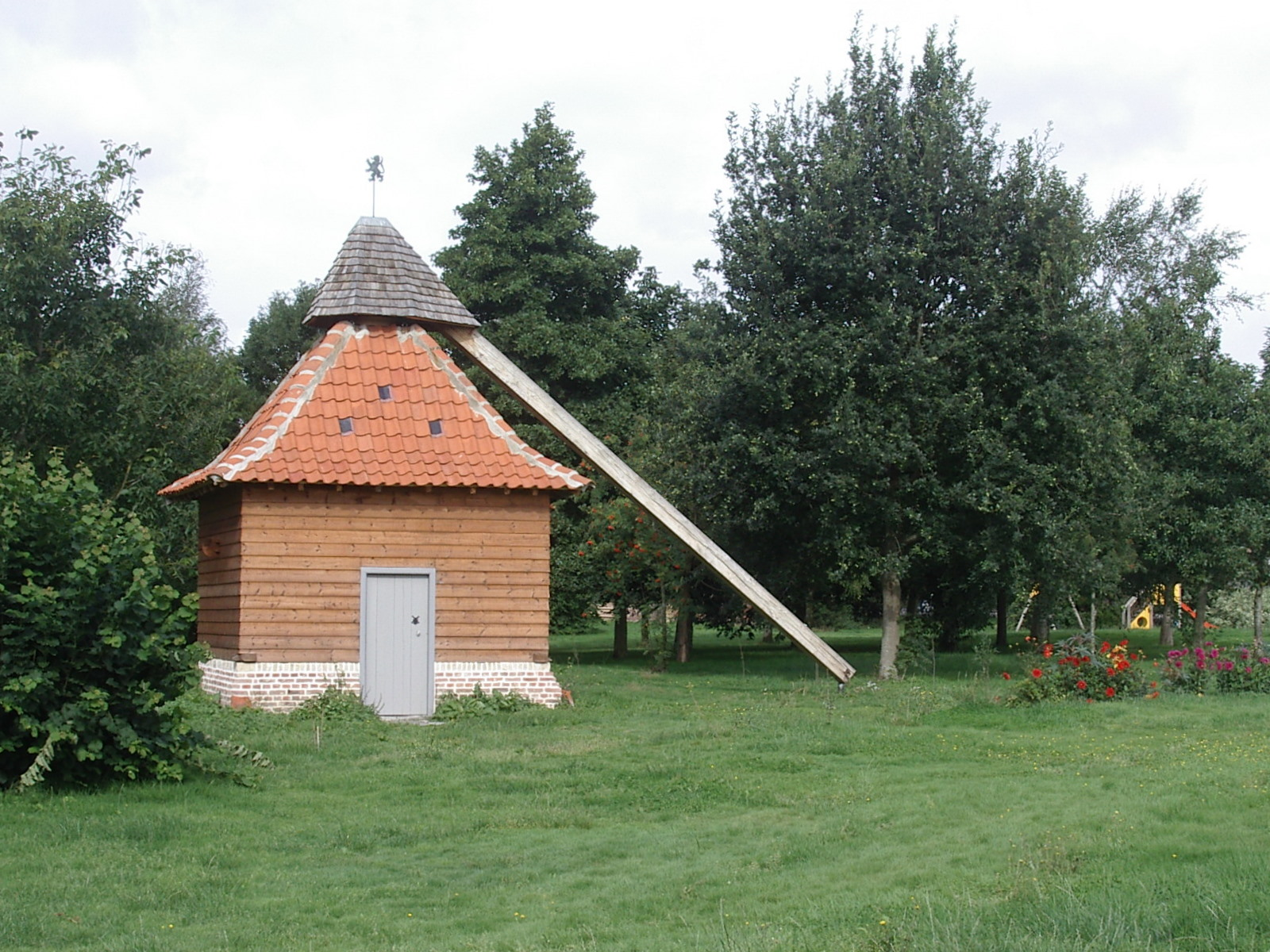
Het Assekot
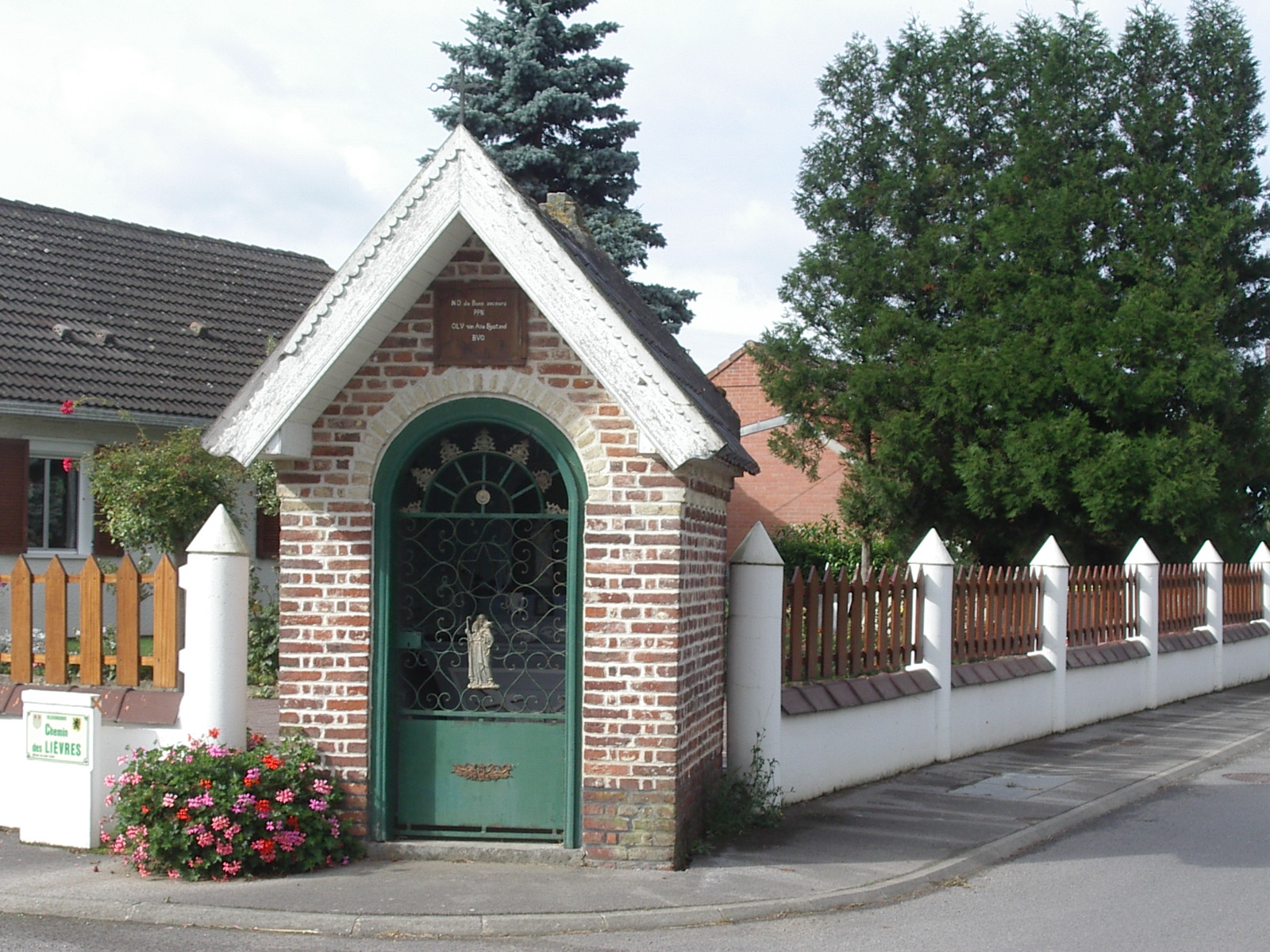
Kapel van de Notre-Dame-de-Bons-Secours
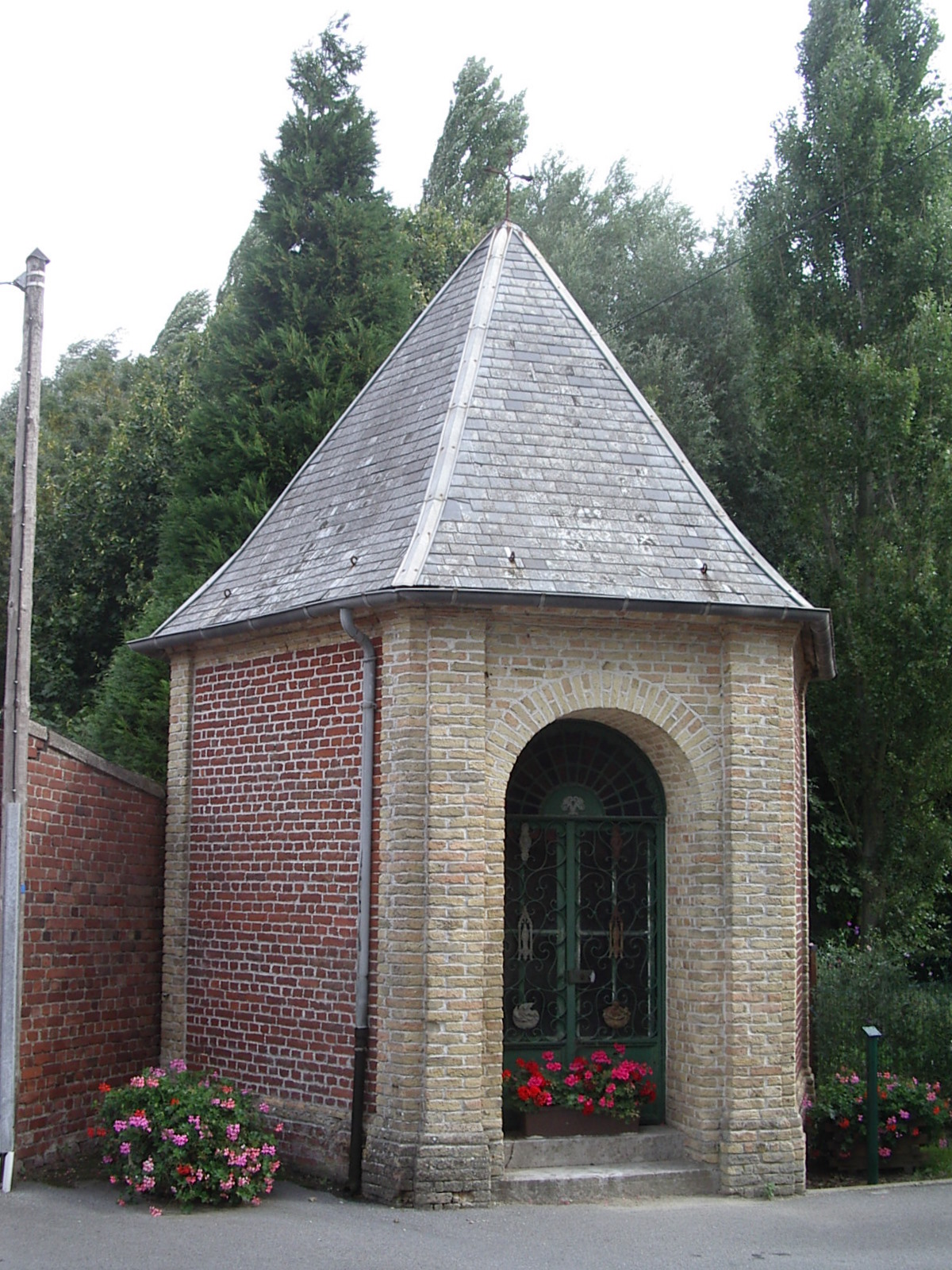
Kapel

## Natuur en landschap
Volkerinkhove ligt in het Houtland op een hoogte van 15-61 meter.

## Geboren in Volkerinkove
- Michel Drieux, of Michael Driutius (rond 1495 - 1559), doctor in de rechten en stichter van het Driutiuscollege in Leuven
- Remi Drieux, of Remigius Driutius (1518 of 1519 - 1594), bisschop van Leeuwarden en daarna van Brugge

## Demografie
Onderstaande figuur toont het verloop van het inwonertal (bron: INSEE-tellingen).

## Nabijgelegen kernen
Wulverdinge, Lederzele, Broksele, Bollezele, Merkegem, Millam
Arneke · Bambeke · Bavinkhove · Bissezele · Bollezele · Broksele · Buisscheure · Ekelsbeke · Eringem · Hardefoort · Herzele · Holke · Hondschote · Hooimille · Houtkerke · Killem · Krochte · Kwaadieper · Lederzele · Ledringem · Merkegem · Millam · Nieuwerleet · Noordpene · Ochtezele · Oostkappel · Oudezele · Rekspoede · Rubroek · Sint-Momelijn · Soks · Steenvoorde · Terdegem · Volkerinkhove · Warrem · Waten · Wemaarskappel · Westkappel · Wilder · Winnezele · Wormhout · Wulverdinge · Zegerskappel · Zermezele · Zuidpene
Armboutskappel · Arneke · Bambeke · Bavinkhove · Belle · Berten · Bieren · Bissezele · Blaringem · Boeschepe · Boezegem · Bollezele · Borre · Bray-Dunes · Broekburg · Broekkerke · Broksele · Buisscheure · Drinkam · Duinkerke · Ebblingem · Eke · Ekelsbeke · Eringem · Gijvelde · Godewaarsvelde · La Gorgue · Grand-Fort-Philippe · Grevelingen · Groot-Sinten · Hardefoort · Haverskerke · Hazebroek · Herzele · Holke · Hondegem · Hondschote · Hooimille · Houtkerke · Kaaster · Kapelle · Kapellebroek · Kassel · Killem · Kraaiwijk · Krochte · Kwaadieper · Lederzele · Ledringem · Leffrinkhoeke · Linde · Loberge · Loon · Meregem · Merkegem · Merris · Meteren · Millam · Moerbeke · Niepkerke · Nieuw-Berkijn · Nieuw-Koudekerke · Nieuwerleet · Noordpene · Ochtezele · Okselare · Oostkappel · Oud-Berkijn · Oudezele · Pitgam · Pradeels · Rekspoede · Rubroek · Ruisscheure · Sint-Janskappel · Sint-Joris · Sint-Mariakappel · Sint-Momelijn · Sint-Pietersbroek · Sint-Silvesterkappel · Sint-Winoksbergen · Soks · Spijker · Stapel · Steenbeke · Steenvoorde · Steenwerk · Stegers · Stene · Strazele · Terdegem · Téteghem-Coudekerque-Village · Tienen · Uksem · Vleteren · Volkerinkhove · Waalskappel · Warrem · Waten · Wemaarskappel · Westkappel · Wilder · Winnezele · Wormhout · Wulverdinge · Zegerskappel · Zerkel · Zermezele · Zoeterstee · Zuidkote · Zuidpene